# 原田一之
原田 一之（はらだ かずゆき、1954年（昭和29年）1月22日 - ）は、日本の実業家。京浜急行電鉄代表取締役会長。日本民営鉄道協会会長。日本観光振興協会副会長。横浜商工会議所副会頭。

## 来歴・人物
神奈川県横須賀市平作出身。神奈川県立横須賀高等学校、東北大学法学部卒業。
1976年京浜急行電鉄入社、上大岡駅配属。三崎営業所、金沢文庫車掌区での勤務等を経て、1998年京浜急行電鉄鉄道本部鉄道営業部営業課長、2001年京急ステーションサービス代表取締役社長、2004年京浜急行電鉄鉄道本部計画営業部長、2005年同社人事部長などを経て、2007年取締役鉄道本部計画営業部長、2010年常務取締役鉄道本部長兼事業計画推進部長、2011年専務取締役グループ戦略室長。2013年代表取締役社長に就任。2015年日本空港ビルディング取締役。2018年かんぽ生命取締役。2020年学校法人京急学園理事長。2021年横浜商工会議所副会頭。2022年代表取締役会長に就任。2023年日本民営鉄道協会会長。
エヌケービー取締役、日本民営鉄道協会副会長、日本観光振興協会副会長、不動産協会理事、横浜市立大学理事、神奈川フィルハーモニー管弦楽団理事、五島美術館諮問委員、神奈川県立保健福祉大学経営審議会委員、日本交通協会理事、日本交通文化協会評議員なども兼任。